# Danimarca ai Giochi della IV Olimpiade
La Danimarca partecipò ai Giochi della IV Olimpiade che si sono svolti a Londra dal 25 agosto all'11 settembre 1908, con una delegazione di 78 atleti impegnati in otto discipline.

## Medaglie
| Medaglia | Atleta    | Sport  | Evento          |
| -------- | --------- | ------ | --------------- |
| Argento  | Danimarca | Calcio | Torneo maschile |

## Risultati

### Calcio
| Atleta | Classifica |                      |
| --- | --- | -------------------- |
| V · D · M Nazionale danese · Calcio ai Giochi Olimpici Estivi 1908 P Drescher · D Buchwald · D H. Hansen · C Bohr · C K. Hansen · C K. Middelboe · C N. Middelboe · A Andersen · A Beck · A Bjarnholt · A Gandil · A Lindgren · A E. Middelboe · A S. Nielsen · A O. Nielsen · A Rasmussen · A Wolfhagen · CT : Williams | Argento |                      |
| Nazionale danese · Calcio ai Giochi Olimpici Estivi 1908 | |                      |
| P Drescher · D Buchwald · D H. Hansen · C Bohr · C K. Hansen · C K. Middelboe · C N. Middelboe · A Andersen · A Beck · A Bjarnholt · A Gandil · A Lindgren · A E. Middelboe · A S. Nielsen · A O. Nielsen · A Rasmussen · A Wolfhagen · CT: Williams                                                                     | P Drescher · D Buchwald · D H. Hansen · C Bohr · C K. Hansen · C K. Middelboe · C N. Middelboe · A Andersen · A Beck · A Bjarnholt · A Gandil · A Lindgren · A E. Middelboe · A S. Nielsen · A O. Nielsen · A Rasmussen · A Wolfhagen · CT: Williams | Danimarca (bandiera) |